# Turritis laxa
Turritis laxa là một loài thực vật có hoa trong họ Cải. Loài này được (Sm.) Hayek miêu tả khoa học đầu tiên năm 1925.